# 浦安マリナイースト21
浦安マリナイースト21とは、日本の千葉県浦安市に住宅・都市整備公団→都市基盤整備公団（現・UR都市機構）によって造成された地区の総称のことである。

## 概要
2022年現在、マリナイースト21がある浦安市新町一帯は、かつて、三番瀬が広がり、漁も盛んだった。1950年代終盤頃から、この地域一帯が埋め立てられ、後に浦安町は漁業権を放棄してしまう。埋め立てられた地域一帯は後に「新町」と呼ばれ、JR東日本京葉線新浦安駅（1988年開業、中町地区）より南側のことを指す場合が多い。
1988年、第1期の『フォーラム海風の街』入居開始。翌89年まで続いた。1994年、『潮音の街』『望海の街』『夢海の街』入居開始。1998年まで続いた。『望海』『夢海』は､高層マンションが印象的である。1998年、『海園の街』入居開始。都市公団が分譲住宅を撤退する2002年まで続いた。
バブル崩壊などで余った土地は、ミサワホームやトヨタホームなどに売却された。

## 東日本大震災による被害
2011年3月11日、歴史的な東日本大震災が発生。浦安市内も大きな被害（液状化被害）を受けたが、この『マリナイースト21』一帯も多少は被害を受けた。　